# Tripolis
Tripolis (arabsko طرابلس الغرب) je glavno mesto Libije in s približno 1,317 milijona prebivalcev leta 2021 največje mesto te severnoafriške države. Mesto leži ob obali Sredozemskega morja na severozahodu Libije, na skalnatem predelu obale, ki tvori naravno pristanišče in na robu puščave. Je najpomembnejše pristaniško mesto v Libiji in tudi sicer gospodarsko, politično in kulturno središče države. To je tudi mesto Univerze v Tripolisu.
Poleg pristanišča je Tripolis znan po velikem poslovnem in industrijskem središču, vojaški bazi Bab al-Azizia od koder je vladal nekdanji libijski voditelj Moamer Gadafi, in starem mestnem jedru (medini).
Tripolis so v 7. stoletju pred našim štetjem ustanovili Feničani, ki so mu dali libijsko-berbersko ime Oyat (punsko 𐤅𐤉‬‬𐤏‬𐤕, latinizirano: Wyʿt), preden je prešel v roke grških vladarjev Cirenajke kot Oea (starogrško Ὀία, latinizirano: Oía). Zaradi dolge zgodovine mesta je v Tripolisu veliko najdišč arheološkega pomena. Tripoli se lahko nanaša tudi na šabijah (upravna enota na najvišji ravni v libijskem sistemu), okrožje Tripolis.

## Ime
V arabskem svetu je Tripolis znan tudi kot Tripolis-zahoda (arabsko طرابلس الغرب, latinizirano: Ṭarābulus al-Gharb), da bi ga razlikovali od Tripolija v Libanonu, ki je v arabščini znan kot Ṭarābulus ash-Shām (طرابلس الشام), kar pomeni Tripoli iz Levanta. Ljubkovalno ga imenujejo sirena Sredozemlja (arabsko عروسة البحر, latinizirano: ʿArūsat al-Baḥr, dob. 'nevesta morja''), kar opisuje njegovo turkizno vodo in pobeljene stavbe.
Ime izhaja iz starogrškega Trípolis (Τρίπολις), iz Τρεις Πόλεις, Treis Póleis, lit.'tri mesta' – nanašajoč se na Oea, Sabrata in Leptis Magna. Mesto Oea je bilo edino od treh, ki je preživelo antiko, in je postalo znano kot Tripolis, znotraj širše regije, znane kot Tripolitanija. Sosednjo Sabrato so mornarji včasih imenovali stari Tripolis.

## Zgodovina

### Oea in Tripolitanija
Mesto so v 7. stoletju pred našim štetjem ustanovili Feničani, ki so mu dali libijsko-berbersko ime Oyat (punsko: 𐤅𐤉𐤏𐤕, wyʿt), kar nakazuje, da je bilo mesto morda zgrajeno na obstoječem avtohtonem berberskem mestu. Feničane je kraj verjetno privabil zaradi naravnega pristanišča, ki ga je na zahodni obali obdajal majhen, zlahka ubranljiv polotok, na katerem so ustanovili svojo kolonijo. Mesto je nato prešlo v roke grških vladarjev Cirenajke kot Oea (grško: Ὀία, Oía). Kirena je bila kolonija na severnoafriški obali, nekoliko vzhodneje od Tambrolija in na pol poti do Egipta. Kartažani so jo pozneje spet iztrgali Grkom.
V kasnejši polovici 2. stoletja pred našim štetjem je pripadal Rimljanom, ki so ga vključili v svojo provinco Afriko in mu dali ime Regio Syrtica. Okoli začetka 3. stoletja našega štetja je postalo znano kot Regio Tripolitana, kar pomeni 'regija treh mest', in sicer Oea (tj. sodobni Tripolis), Sabrata in Leptis Magna. V ločeno provinco jo je verjetno povzdignil Septimij Sever, ki je bil doma v Leptis Magni.
Kljub stoletjem rimske okupacije je edini vidni rimski ostanek, razen raztresenih stebrov in kapitelov (običajno integriranih v kasnejše stavbe), slavolok Marka Avrelija iz 2. stoletja našega štetja. Dejstvo, da je bil Tripolis nenehno naseljen, za razliko od npr. Sabrata in Leptis Magne, je pomenilo, da so prebivalci pridobivali material iz starejših stavb (pri čemer so jih uničili) ali pa so jih zgradili na vrhu in jih zakopali pod ulicami, kjer ostajajo večinoma neizkopani.
Obstajajo dokazi, ki kažejo, da je bila regija Tripolitanija v 5. in 6. stoletju v določenem gospodarskem zatonu, deloma zaradi političnih nemirov, ki so se širili po sredozemskem svetu po propadu Zahodnega rimskega cesarstva, pa tudi zaradi pritiska vdorov Vandalov. Ibn Abd al-Hakam je zapisal, da je med obleganjem Tripolisa general Rašidunskega kalifata po imenu Amr ibn al-As sedem njegovih vojakov iz klana Madhlij, podveje Kinane, nenamerno našlo del na zahodni strani plaže Tripolisa, ki med njihovo lovsko rutino ni bil obzidan. Tem sedmim vojakom se je nato uspelo infiltrirati po tej poti, ne da bi jih mestna straža odkrila, nato pa je uspelo spodbuditi nemire v mestu, medtem ko so vzklikali Takbir, zaradi česar so zmedeni vojaki bizantinske garnizije mislili, da so muslimanske sile že v mestu, in so pobegnili proti njihovi ladji, ki je zapuščala Tripolis, s čimer je Amru omogočila, da zlahka podredi mesto.
Po al-Baladhuriju so Tripolis, za razliko od zahodne severne Afrike, muslimani zavzeli zelo zgodaj po Aleksandriji, v 22. letu hidžre, to je med 30. novembrom 642 in 18. novembrom 643 našega štetja. Po osvojitvi so Tripolisu vladale rodbine s sedežem v Kairu v Egiptu (najprej Fatimidi, Banu Hazrun in kasneje Mameluki) in Kairouanu v Ifrikiji (arabske dinastije Fihrid, Muhalabidi in Aghlabidi). Nekaj časa je bil del berberskega Almohadskega kalifata, kraljestva Hafsidov in rodbine Banu Thabit.

### 16. do 19. stoletja
Leta 1510 je mesto osvojil Pedro Navarro, grof Oliveto za Španijo. Leta 1530 je bila skupaj z Malto dodeljena vitezom svetega Janeza, ki so jih Osmanski Turki pregnali iz njihove trdnjave na otoku Rodos. Ko so se vitezi znašli na sovražnem ozemlju, so okrepili mestno obzidje in zgradili obrambo. Čeprav je bila zgrajena na vrhu starejših stavb (morda vključno z rimskim javnim kopališčem), se večina najzgodnejših obrambnih struktur gradu Tripolis (ali Assaraya al-Hamra, tj. 'Rdeči grad') pripisuje vitezom svetega Janeza.
Ker so se pred tem borili proti piratstvu iz svoje baze na Rodosu, so vitezi dobili odgovornost za mesto, da bi preprečili, da bi ga barbarski pirati ponovno zavzeli. Motnje, ki so jih pirati povzročili na krščanskih ladijskih poteh v Sredozemlju, so bile ena glavnih spodbud za špansko osvojitev mesta.
Vitezi so držali mesto do obleganja Tripolisa leta 1551 in njihove predaje Osmanom, ki jih je vodil muslimanski turški poveljnik Turgut Reis. Turgut Reis je služil kot paša Tripolisa. Med svojo vladavino je okrasil in zgradil mesto, zaradi česar je postalo eno najbolj impresivnih mest vzdolž severnoafriške obale. Turgut je bil po smrti leta 1565 pokopan v Tripolisu. Njegovo truplo so odpeljali z Malte, kjer je padel med osmanskim obleganjem otoka, v grobnico v mošeji Sidi Darghut, ki jo je zgradil blizu svoje palače v Tripolisu. Palača je od takrat izginila (domnevno je stala med t.i. otomanskim zaporom in slavolokom Marka Avrelija), vendar mošeja, skupaj z njegovo grobnico, še vedno stoji blizu vrat Bab Al-Bahr.
Potem ko so ga zavzeli osmanski Turki, je Tripolis znova postal oporišče za barbarske gusarje. Eden od številnih zahodnih poskusov, da bi jih ponovno izgnali, je bil napad kraljeve mornarice pod poveljstvom Johna Narborougha leta 1675, o katerem se je ohranilo živo poročilo očividcev.
Učinkovito osmansko oblast v tem obdobju (1551–1711) je pogosto oviral lokalni janičarski korpus. Kapitan janičarjev in njegovi pajdaši so bili pogosto dejanski vladarji, ki naj bi delovali kot izvajalci lokalne uprave.
Leta 1711 je Ahmed Karamanli, janičarski častnik turškega porekla, ubil osmanskega guvernerja, pašo, in se uveljavil kot vladar regije Tripolitanije. Do leta 1714 je uveljavil nekakšno delno neodvisnost od osmanskega sultana, ki je napovedoval dinastijo Karamanli. Od paš iz Tripolisa se je pričakovalo, da bodo plačevali redne davke sultanu, vendar so bili v vseh drugih vidikih vladarji neodvisnega kraljestva. Tak red stvari se je nadaljeval pod vladavino njegovih potomcev, ki sta ga spremljala predrzno piratstvo in izsiljevanje vse do leta 1835, ko je Osmansko cesarstvo izkoristilo notranji boj in ponovno vzpostavilo svojo oblast.
Osmanska provinca (vilajet) Tripolis (vključno z odvisnim sandžakom Cirenajka) je ležala ob južni obali Sredozemskega morja med Tunizijo na zahodu in Egiptom na vzhodu. Poleg samega mesta je območje vključevalo Cirenajko (planota Barka), verigo oaz v depresiji Audžila, Fezan in oazi Ghadames in Ghat, ločeni s peščenimi in kamnitimi pustinjami. Kitajski vir iz 16. stoletja omenja Tripolis in opisuje njegove kmetijske in tekstilne izdelke.

### Pozna osmanska doba (1835–1912)
Leta 1835 so Osmani izkoristili lokalno državljansko vojno za ponovno uveljavitev svoje neposredne oblasti. Po tem datumu je bil Tripolis pod neposrednim nadzorom Visoke Porte. Upori leta 1842 in 1844 so bili neuspešni. Po francoski okupaciji Tunizije (1881) so Osmani znatno povečali svojo garnizijo v Tripolisu.

### Italijansko obdobje (1912–1947)
Leta 1911 je ozemlje dobilo novega kolonialnega vladarja - Kraljevino Italijo. Pod pretvezo zaščite lastnih državljanov, ki so živeli v Tripolisu, pred osmansko vlado je 29. septembra 1911 napovedala vojno proti Osmanom in objavila namero o priključitvi Tripolisa. 1. oktobra 1911 je prišlo do pomorske bitke pri Prevesi v Grčiji in uničene so bile tri osmanske ladje.
S pogodbo iz Lozane so Osmani priznali italijansko suverenost nad Tripolitanijo in Cirenajko, čeprav je kalifu dovolil izvajanje verske oblasti. Italija je po vojni uradno podelila avtonomijo, a je regijo postopoma okupirala. Prvotno upravljan kot del ene same kolonije, je bil Tripolis in njegova okoliška provinca ločena kolonija od 26. junija 1927 do 3. decembra 1934, ko so bile vse italijanske posesti v Severni Afriki združene v eno kolonijo. Do leta 1938 je imel Tripolis 108.240 prebivalcev, vključno s 39.096 Italijani.
Tripolis je pod italijansko vladavino doživel velik arhitekturni in urbanistični napredek: prva stvar, ki so jo Italijani naredili, je bila, da so v zgodnjih 1920-ih zgradili kanalizacijski sistem (ki ga do takrat ni imel) in sodobno bolnišnico.
Na obali province je bil v letih 1937–1938 zgrajen odsek Litoranea Balbia, ceste, ki je vodila od Tripolisa in tunizijske meje do meje z Egiptom. Oznaka avtomobila za italijansko provinco Tripoli je bila TL.
Poleg tega so leta 1927 Italijani ustanovili mednarodni sejem Tripolia, s ciljem spodbujanja gospodarstva Tripolisa. To je najstarejši sejem v Afriki. Tako imenovani Fiera internazionale di Tripoli je bil eden glavnih mednarodnih sejmov v kolonialnem svetu v 1930-ih in je bil mednarodno promoviran skupaj z Veliko nagrado Tripolisa kot predstavitev italijanske Libije.
Italijani so ustanovili Veliko nagrado Tripolisa, mednarodno dirkaško prireditev, ki je bila prvič organizirana leta 1925 na dirkališču zunaj Tripolisa. Velika nagrada Tripolisa je potekala do leta 1940. Prvo letališče v Libiji, letalsko oporišče Mellaha, so leta 1923 zgradile italijanske zračne sile v bližini dirkališča v Tripoliju. Letališče se trenutno imenuje Mednarodno letališče Mitiga.
Tripolis je imel celo železniško postajo z nekaj majhnimi železniškimi povezavami do bližnjih mest, ko so Italijani avgusta 1941 začeli graditi novo 1040 kilometrov železnice (s širino 1435 mm), kot je bila tista, ki se uporablja v Egiptu in Tuniziji) med Tripolisom in Bengazijem. Toda vojna je gradnjo naslednje leto ustavila.
Tripolis je bil pod nadzorom Italije do leta 1943, ko so provinci Tripolitanija in Cirenajka zavzele zavezniške sile. Mesto je padlo v roke enot britanske osme armade 23. januarja 1943. Tripolis je bil nato pod vodstvom Britancev do osamosvojitve leta 1951. Po določilih mirovne pogodbe z zavezniki iz leta 1947 se je Italija odpovedala vsem zahtevam do Libije.

### Obdobje Gadafija do danes
Tako je leta 1951 Tripoli postal prestolnica Libije, ki je po resoluciji Združenih narodov nastala z združitvijo provinc Cirenajka, Fezan in Tripolitanija.
Leta 1969 je oblast z vojaškim državnim udarom prevzel polkovnik Moamer Gadafi, ki je pričel s politiko aktivnega upora zahodnemu imperializmu. Mesto skupaj s preostankom Libije so občutno prizadele mednarodne sankcije zaradi suma vpletenosti v mednarodni terorizem, Tripoli kot sedež oblasti pa je bil tudi tarča ameriškega bombnega napada leta 1986.
Med državljansko vojno leta 2011 je bilo mesto prizorišče hudih spopadov med vladnimi silami in uporniki. Slednji so ob pomoči ameriškega vojaškega posredovanja z mandatom Združenih narodov zavzeli mesto.

## Geografija
Tripolis leži na zahodnem koncu Libije blizu meje s Tunizijo, na afriški celini. Več kot tisoč kilometrov loči Tripolis od drugega največjega libijskega mesta Bengazija. Obalne oaze se izmenjujejo s peščenimi območji in lagunami vzdolž obal Tripolitanije več kot 300 km. Mesto leži približno 70 kilometrov severno od gorovja Nafusa, izvira sezonskih rek, kot je vadi Medženin, ki ima jez za zbiranje sezonskih tokov vode.

### Upravna razdelitev
Do leta 2007 je šabijah vključeval mesto, njegova predmestja in njihovo neposredno okolico. V starejših upravnih sistemih in skozi zgodovino je obstajala provinca (muhafazah), država (vilajah) ali mesto-država z veliko večjim območjem (čeprav ne s stalnimi mejami), ki se včasih napačno imenuje Tripolis, vendar bi bilo bolj primerno, da bi se imenovalo Tripolitanija.
Kot okrožje Tripolis meji na naslednja okrožja:
- Murqub – vzhod
- Džabal al Gharbi – jug
- Džafara - jugozahod
- Zavija – zahod

### Podnebje
Tripolis ima vroče polsušno podnebje (Köppen: BSh) z vročimi in suhimi, dolgotrajnimi poletji in razmeroma vlažnimi blagimi zimami. Čeprav praktično ni dežja, so poletja vroča in vlažna s temperaturami, ki pogosto presegajo 38 °C; povprečne julijske temperature so med 22 in 33 °C. Decembra so temperature dosegle vse do 0 °C, vendar povprečje ostaja med 9 in 18 °C. Povprečna letna količina padavin je manj kot 400 milimetrov. V preteklih letih je padal sneg.
Padavine so lahko zelo neredne. Epske poplave leta 1945 so pustile Tripolis pod vodo za nekaj dni, toda dve leti kasneje je suša brez primere povzročila izgubo na tisoče glav goveda. Pomanjkanje padavin se brez dvoma odraža v odsotnosti stalnih rek ali potokov v mestu, kar velja za celotno državo. Dodeljevanje omejene količine vode je dovolj pomembno, da upraviči obstoj Sekretariata za jezove in vodne vire, poškodovanje vodnega vira pa se lahko kaznuje z visoko denarno kaznijo ali zaporno kaznijo.
Velika umetna reka, mreža cevovodov, ki prenaša vodo iz puščavskega vodonosnika v obalna mesta, oskrbuje Tripolis z vodo. Veliko shemo je začel Gadafi leta 1982.
Trg mučenikov, ki je blizu obale, je posejan s palmami, najbolj razširjeno rastlino, ki se uporablja za urejanje krajine v mestu. Živalski vrt v Tripolisu, ki je južno od mestnega središča, je velik rezervat rastlin, dreves in odprtih zelenih površin in je bil največji živalski vrt v državi. Živalski vrt je bil prisiljen zapreti vrata iz varnostnih razlogov zaradi državljanske vojne v Libiji, pri čemer je bilo veliko živali vedno bolj travmatiziranih in v stiski. Po strmoglavljenju Moamerja Gadafija je BBC objavil kratek novičarski film, v katerem je podrobno opisal težave, s katerimi se zdaj sooča živalski vrt, od pomanjkanja denarja za hranjenje živali do krhkega varnostnega sistema. Živali so po poročanju BBC počasi okrevale in se vračale v normalno stanje.

## Gospodarstvo
Tripolis je skupaj z Misrato eno glavnih središč libijskega gospodarstva. Je vodilno središče bančništva, financ in komunikacij v državi ter eno vodilnih komercialnih in proizvodnih mest v Libiji. Številne največje korporacije v državi imajo svoje sedeže in domače pisarne v Tripolisu, pa tudi večina mednarodnih podjetij.
Glavni industrijski proizvodi vključujejo predelano hrano, tekstil, gradbene materiale, oblačila in tobačne izdelke. Od ukinitve sankcij proti Libiji leta 1999 in ponovno leta 2003 je Tripolis opazil porast tujih naložb in tudi porast turizma. Povečan promet so zabeležili tudi v mestnem pristanišču in glavnem mednarodnem letališču v Libiji, mednarodnem letališču Tripoli.
Mesto je dom mednarodnega sejma Tripolis, mednarodnega industrijskega, kmetijskega in komercialnega dogodka na aveniji Omarja Muktarja. Eden od aktivnih članov Globalnega združenja razstavne industrije (UFI), ki je v francoski prestolnici Pariz, mednarodni sejem organizira vsako leto in poteka od 2. do 12. aprila. V povprečju sodeluje približno 30 držav ter več kot 2000 podjetij in organizacij.
Od porasta turizma in dotoka tujih obiskovalcev se je v mestu povečalo povpraševanje po hotelih. Da bi zadovoljili te povečane zahteve, je bil leta 2003 zgrajen hotel Corinthia Bab Africa, ki stoji v osrednjem poslovnem okrožju in je največji hotel v Libiji. Drugi vrhunski hoteli v Tripolisu so Al Vadan Intercontinental in Tripoli Radisson Blu Hotel ter drugi.
Nokia Solutions and Networks, hčerinska družba finskega velikana Nokie, upravlja tehnični objekt v Tripolisu.
Podjetja s sedežem v Tripolisu so Afrikijah Airways in Libyan Airlines. Burak Air ima sedež na mednarodnem letališču Mitiga.

## Arhitektura
Staro mestno jedro, medina, je večinoma prevzelo sedanjo obliko in podobo v osmanskem obdobju (16. stoletje in pozneje) in še posebej v obdobju Karamanlijeve vladavine.(str.383) Številne starorimske stebre je mogoče najti ponovno uporabljene v različnih zgodovinskih stavbah v mestu.
Mestno obzidje je bilo večkrat prezidano in spremenjeno od rimskega do osmanskega obdobja. Njihova končna oblika, ki je določila celotno peterokotno postavitev medine danes, izvira iz 16. stoletja, ko so Osmani ponovno utrdili mesto. Mesto je imelo zgodovinsko vsaj troje vrat: Bab Havara na jugovzhodu (danes verjetno Bab al-Menša), Bab Zenata (prvotno Bab al-Ašdar) na zahodu in Bab al-Bahr na severu (blizu morja). Po poznejših rušenjih je današnji del obzidja ostal del vzdolž jugozahodnega brega medine in še en del na jugovzhodu.
Najstarejši islamski spomenik v Tripolisu je mošeja al-Nakah, ki jo je verjetno prvi zgradil fatimidski kalif al-Muiz leta 973, vendar je verjetno še starejša. V začetku 17. stoletja je bila prenovljena ali ponovno zgrajena. Večina drugih mošej v mestu sega v sedanji obliki v osmansko dobo. Na splošno imajo hipostilno obliko s stebri, ki podpirajo več kupol. Med največjimi sta mošeja Darghut Paša (dokončana leta 1556) in mošeja Ahmada Paše al-Karamanlija (dokončana ok. 1738). Poleg glavnega molitvenega prostora obe mošeji spremlja kompleks drugih stavb, kot so medresa, kopališče, tržnice (suk) in mavzoleji njunih istoimenskih ustanoviteljev. Druge pomembne mošeje v mestu so mošeja Sidi Salem (zgrajena v poznem 15. stoletju in obnovljena leta 1670), mošeja Mahmuda Khaznadarja (1680), mošeja Šaib al-Aina (1699) in mošeja Gurgi (1834).
Najzgodnejša zabeležena medresa v mestu je bila medresa al-Mustansirija, zgrajena med letoma 1257 in 1260, vendar ni preživela. Medresa Osman-paše (1654) je danes eden najvidnejših ohranjenih primerov tovrstne stavbe. Njen glavni sestavni del je kvadratno dvorišče, obdano z obokanimi galerijami in majhnimi sobami, kjer so živeli študenti. Na severovzhodnem vogalu stavbe sta pritrjena dva prostora s kvadratno kupolo, pri čemer je manjši služil kot mošeja, večji pa je grobnica Osmana paše in drugih.
Od številnih hamamov (kopališč), ki so nekoč obstajali v mestu, so danes ostali le trije pomembni primeri: Hamam al-Kabir ('Velika kopel'), od katerega je ohranjena le velika kupolasta komora, Hamam al-Hilka, ki je bil v uporabi še v poznem 20. stoletju, in Hamam Darghut Paša, zgrajen v 17. stoletju poleg istoimenske mošeje.
Medina ohranja tudi mestne karavanseraje (funduk v arabščini, množina: fanadik) iz osmanskega obdobja. Običajno so sestavljeni iz dvonadstropne stavbe, osredotočene na dvorišče. Prvo nadstropje se je običajno uporabljalo za skladišče, drugo nadstropje pa za trgovine. Tudi zgodovinske hiše v mestu imajo podobno obliko, z več nadstropji in notranjim dvoriščem. Pokrite so z oboki ali ravnimi lesenimi ostrešji. Njihova dekoracija je lahko sestavljena iz izrezljane štukature in ploščic.
Stolp z uro, visok 18 metrov, je v letih 1866–70 zgradil osmanski guverner in je še vedno ena od znamenitosti mesta.
Pod italijansko kolonialno oblastjo so bile različne stavbe zgrajene v italijanskem slogu. Med njimi je med drugim Galleria De Bono. V tem obdobju je bila zgrajena tudi stolnica v Tripolisu (zdaj mošeja). Obstajajo številne stavbe, ki so jih zgradili italijanski kolonialni vladarji in so jih kasneje porušili pod Gadafijem. To so kraljevo gledališče Miramare, poleg Rdečega gradu in glavna železniška postaja v Tripoliju.

## Galerija
- Mošeja An-Naga je rekonstrukcija mošeje iz 10. stoletja iz leta 1610, ima izvirne, bogato okrašene rimske kapitele, ki kronajo gozd stebrov v njeni dvorani z več kupolami.[31]
- Stara stolnica v Tripolisu (zdaj mošeja) in nekdanji center FIAT (Alžirski trg) v 1960-ih
- Koridor v starem Tripolisu
- Pogled na obzorje Tripolisa iz hotela Corinthia Tripoli
- Stari Rdeči grad
- Nekdanja kraljeva palača v Tripolisu
- Tripoli Beach
- Ulica Istiqlal v središču Tripolisa